# Liste antiker Ortsnamen und geographischer Bezeichnungen/Et
| Lateinischer Name | Griechischer Name   | Beschreibung                                        | Heute                                                     | Quellen und Verweise | Lage |
| ----------------- | ------------------- | --------------------------------------------------- | --------------------------------------------------------- | -------------------- | ---- |
| Etam              |                     |                                                     |                                                           | Smith;               |      |
| Etanna            |                     |                                                     |                                                           | Smith;               |      |
| Eteia             |                     |                                                     |                                                           | Smith;               |      |
| Eteocretes        |                     |                                                     |                                                           | Smith;               |      |
| Eteonus           |                     |                                                     |                                                           | Smith;               |      |
| Ethopia           |                     |                                                     |                                                           | Smith;               |      |
| Etis              |                     |                                                     |                                                           | Smith;               |      |
| Etocetum          |                     |                                                     |                                                           | Smith;               |      |
| Etovissa          |                     |                                                     |                                                           | Smith;               |      |
| Etruria           | Τυρρηνία (Tyrrēnia) | Landschaft in Italien, Siedlungsgebiet der Etrusker | Toskana, der nördliche Teil von Latium und Teile Umbriens | Smith;               |      |
| Etymandrus        |                     |                                                     |                                                           | Smith;               |      |